# Medical Subject Headings
Медицински предметни рубрики (Medical Subject Headings, съкратено MeSH) е изчерпателен контролиран речник, указател за индексиране на списания и книги в областта на естествените науки.
Може да служи като тезаурус, синонимен речник, който улеснява търсенето на информация. Създаден и поддържан от Националната медицинска библиотека на САЩ (NLM), той се използва в базата статии в Medline и PubMed.
MeSH може да се разглежда и изтегли безплатно в интернет чрез Medline. Годишното издание не се отпечатва от 2007 г. и се предлага само в интернет. Първоначално разработен на английски език, по-късно е преведен на други езици.